# 사공 공투
사공공투(일본어: 社共共闘 샤쿄쿄토[*])는 1960년대-1970년대에 일본사회당과 일본공산당의 공동투쟁을 통해 혁신정권을 지향하고자 한 정치방침이다.
주로 수장 선거에서 이루어진 협력체제이며, 조직협정(組織協定), 후보자협정(候補者協定), 정책협정(政策協定) 3개의 합의가 기본이었다. 선거에서 후보자를 혁신정당으로 통일할 경우에는 혁신통일이라고 했다. 이 협정에서 방해세력을 참여시키지 않을 것을 명확히 하기도 했다. 50년대 들어 공산당이 무장투쟁 방침을 포기하고 지지자의 양적 확대를 목표로 "방해세력" 배제를 명시하면서 돌출투쟁을 자제했기 때문이다. 이 때 배제되는 대상은 신좌파들이었으며, 신좌파들은 사공 양당을 "기성좌파"라고 비난했다.
하지만 국정선거에서의 협력은 진행되지 않았고, 참의원 오키나와 선거구와 1977년 참의원 선거 미야기현 선거구를 제외하면 통일후보를 낸 경우는 없었다. 이것은 사회당 내부에서 사공민노선을 지향하여 공산당과의 공투에 소극적인 흐름이 존재했기 때문이다. 1977년 사회당내 우파 세력이 대두되고, 1979년 도쿄도지사 선거에서 사공공투의 오오타 카오루 총평 의장이 낙선, 그리고 결정적으로 1980년 사회당이 공명당과의 사공합의에서 서 공산당을 협의대상에서 제외함으로써 사공공투 노선은 끝장났다. 사회당은 민사당, 공명당을 제거하지 않고 양당까지 합친 전야당공투를 추진했으나, 민사당과 공명당은 공산당의 배제를 요구했고, 공산당 입장에서도 마찬가지라 양당의 배제를 요구했기에 파탄난 것이다.